# Ben Schott
Ben Schott (* 26. Mai 1974 in London) ist ein britischer Autor, Fotograf, Designer und Bibliothekar.

## Leben
Schott wurde am 26. Mai 1974 als Sohn eines Neurologen und einer Krankenschwester in London geboren. Er absolvierte die University College School, Hampstead und das Gonville & Caius College, Cambridge.
Sein erstes Buch Schotts Sammelsurium verkaufte sich weltweit über zwei Millionen Mal. Schott selbst machte den Schriftsatz und gab 50 Kopien privat in Druck, die er an Freunde verteilte, bevor der Verlag Bloomsbury Publishing Schotts Fähigkeiten erkannte und das Sammelsurium zu einem weltweiten Bestseller machte. Schott hat darin die kuriosesten Fakten zu allen Bereichen des gesellschaftlichen Lebens gesammelt. Neben dem Rezept für Bloody Mary und den Namen von Santa Claus' Rentieren enthält es auch die wenig bekannten Zusatzartikel der amerikanischen Verfassung oder alle deutschen Weihnachts-Nummer-eins-Hits seit 1969. Als Folgebände erschienen Schotts Sammelsurium Essen und Trinken, Schotts Sammelsurium Sport, Spiel und Müßiggang (engl. Schott's Sporting, Gaming, & Idling Miscellany) und Schotts Almanach 2007 (engl. Schott's Almanac 2007). Jedes Jahr im November erscheint Schotts Sammelsurium [Erscheinungsjahr + 1 ] (engl. Schott's Almanac). Aktuell „Schotts Sammelsurium 2011“. Außerdem vergibt Ben Schott, zusammen mit dem Börsenblatt und seinem deutschen Verlag, dem BloomsburyBerlin-Verlag, seit 2008 in Anlehnung an den britischen Diagram-Preis einen Preis für den kuriosesten deutschsprachigen Buchtitel des Jahres.